# Francesco Acquaviva d'Aragona
Francesco Acquaviva d’Aragona (né le 14 octobre 1665 à Naples, alors capitale du royaume de Naples, et mort le 9 janvier 1725 à Rome) est un cardinal italien.
Il est un petit-neveu du cardinal Ottavio Acquaviva d'Aragona (1654), l'oncle du cardinal Troiano Acquaviva d'Aragona (1732) et le grand-oncle du cardinal Pasquale Acquaviva d'Aragona (1770). Les autres cardinaux de sa famille sont Giovanni Vincenzo Acquaviva d'Aragona (1542), Giulio Acquaviva d'Aragona (1570) et Ottavio Acquaviva d'Aragona (1591).

## Biographie
Francesco Acquaviva d’Aragona est inquisiteur à Malte du 12 décembre 1690 au 19 avril 1694. Il exerce diverses fonctions au sein de la Curie romaine, notamment au tribunal suprême de la Signature apostolique, clerc à la Chambre apostolique, nonce en Suisse en 1697 mais n'occupe pas le poste et préfet des Cubiculi du Saint-Père.
Il est nommé archevêque titulaire de Larissa-en-Thessalie en 1697 et envoyé comme nonce apostolique en Espagne de 1700 à 1706.
Le pape Clément XI le crée cardinal lors du consistoire du 17 mai 1706. Le cardinal Acquaviva est camerlingue du Sacré Collège entre 1711 et 1712. Comme protecteur du royaume d'Espagne, il est l'ambassadeur virtuel auprès du Saint-Siège et participe aux affaires comme le mariage du roi Philippe V avec la princesse Élisabeth Farnèse de Parme en 1714.
Le cardinal Acquaviva participe au conclave de 1721, lors duquel Innocent XIII est élu pape, et à celui de 1724 (élection de Benoît XIII).

## Succession apostolique
Francesco Acquaviva d'Aragona a ordonné les évêques suivants :
- Évêque Ángel de Maldonado (en), O.Cist. (1701)
- Évêque Francisco Solís Hervás (es), O. de M. (1701)
- Évêque Juan Feyjóo González de Villalobos, O.Carm. (1702)
- Évêque Juan Navarro Gilaberte, O. de M. (1704)
- Évêque Francisco de San José Pedro Mesía y Portocarrero, O.F.M. (1704)
- Cardinal Carlos Borja Centellas y Ponce de León (1705)
- Archevêque Joseph de Guyon de Crochans (1709)
- Évêque Joaquín Canaves (en), O.S.Io.Hieros. (1713)
- Archevêque Carolus Polodig (en), O.C.D. (1714)
- Évêque Juan de Herrera y Soba (es) (1722)